# Rathaus Oudenaarde

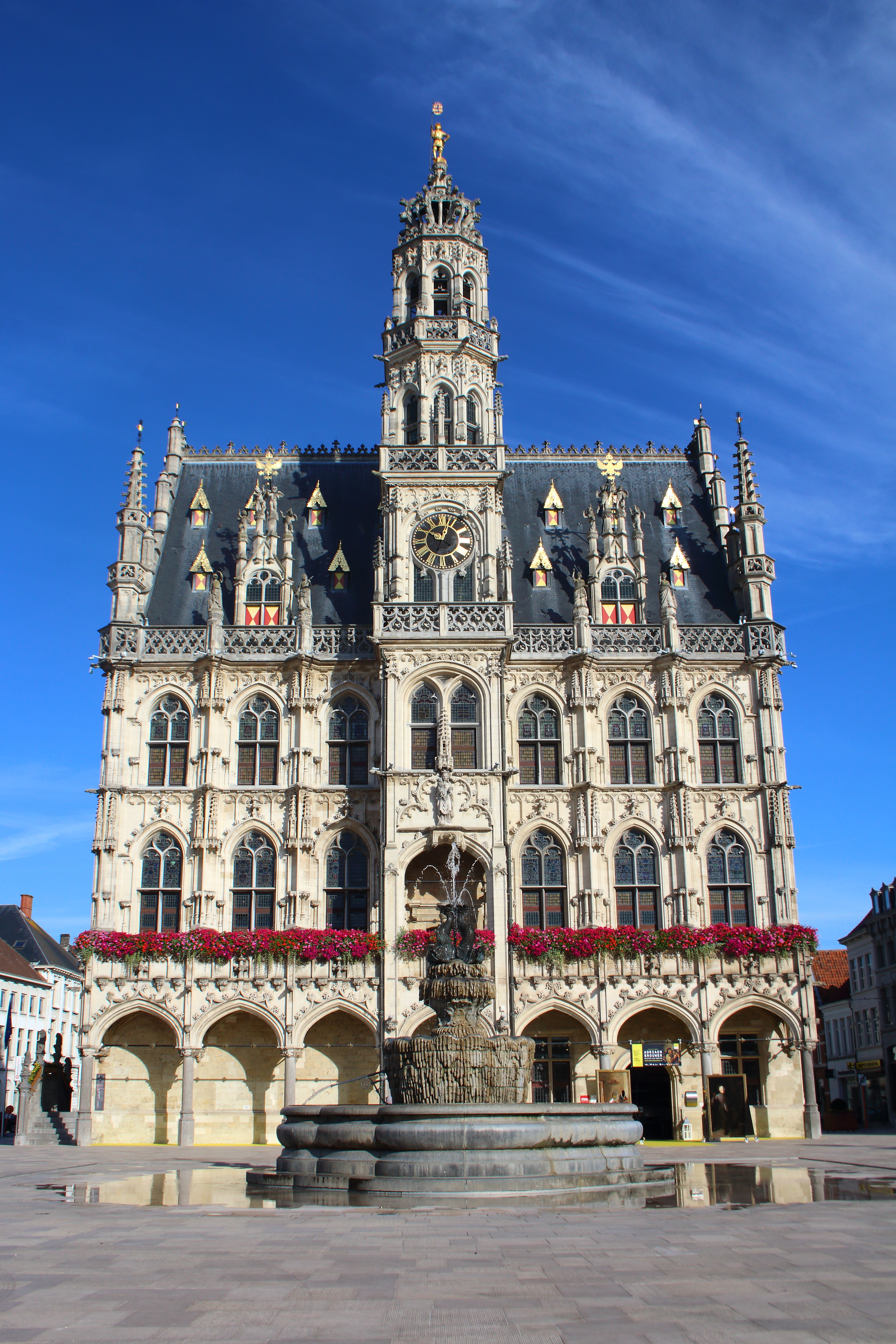
Rathaus Oudenaarde

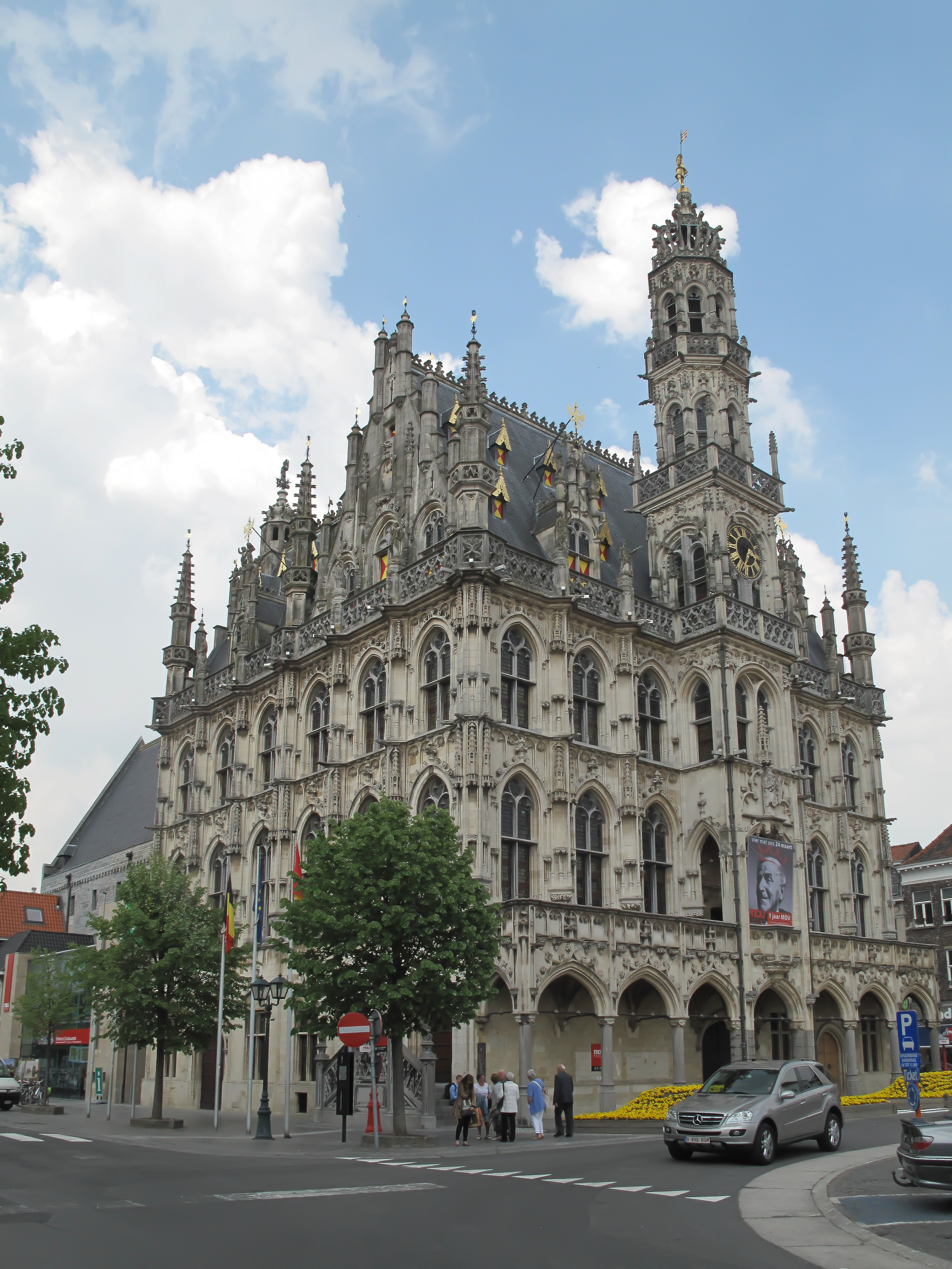
Schrägansicht, im Hintergrund die Tuchhalle

Das Rathaus von Oudenaarde (niederländisch Stadhuis van Oudenaarde) gilt als typisches Beispiel für die späte Brabanter Gotik. Es wurde an der Stelle des vorherigen Rathauses errichtet, an das sich die noch bestehende Tuchhalle aus dem 14. Jahrhundert anschließt. Das Bauwerk auf dem Markt von Oudenaarde in der belgischen Provinz Ostflandern steht unter Denkmalschutz.

## Geschichte und Architektur
Im Jahr 1525 war das alte Rathaus baufällig und einsturzgefährdet. Deswegen, aber auch wegen des Wunsches nach einem neuen, schöneren und angemesseneren Gebäude, suchte sich der Stadtrat einen Baumeister. Die Wahl fiel schließlich auf Hendrik van Pede aus Brüssel, der in zehn Jahren (1526–1536) das monumentale Rathaus von Oudenaarde erbaute.
Der ursprüngliche Plan von Hendrik van Pede wurde nicht vollständig umgesetzt. Das geplante U-förmige Bauwerk wurde durch ein L-förmiges ersetzt. Die rechte Seitenfassade an der Nederstraat wurde nicht fertiggestellt. Diese zweigeschossige Fassade mit einer Mauer aus Tournai-Kalkstein im oberen Bereich enthält sichtbare Elemente des alten Schöffenhauses. Die beiden angebauten Achsen ganz rechts (eine turmartige Konstruktion) mit vergitterten Fenstern stammen aus den Jahren 1509–1510. Der vergitterte Raum diente als Sekretariat oder der Archivraum. Das Erdgeschoss diente wahrscheinlich als Lagerraum, während der erste Stock von der Stadtverwaltung genutzt wurde.
Es ist bekannt, dass das alte Schöffenhaus einen Belfried hatte, dass die Fassade zur Hoogstraat hin ausgerichtet war und dass es an der Marktseite von mehreren Häusern umgeben war. Die angrenzende Tuchhalle aus Blaustein hat zwei Etagen. Das Erdgeschoss diente ursprünglich als Lager für die Ausrüstung und die Waffen der städtischen Feuerwehr, der erste Stock als Ausstellungs- und Verkaufsraum. Für den Bau des Rathauses wurden verschiedene Materialien verwendet: Ziegelstein (Rohbau), Balegem-Sandstein (Fassade), Écaussinnes-Sandstein (Gitter der Fenster, Säulen der Arkaden, des Kellers, der Küche und des Getreidespeichers), Avesnes-Stein (Feinplastik), Holz aus der Region Mons, Eisen aus Spanien sowie Blei und Blattgold (6500 Blatt) aus Antwerpen.

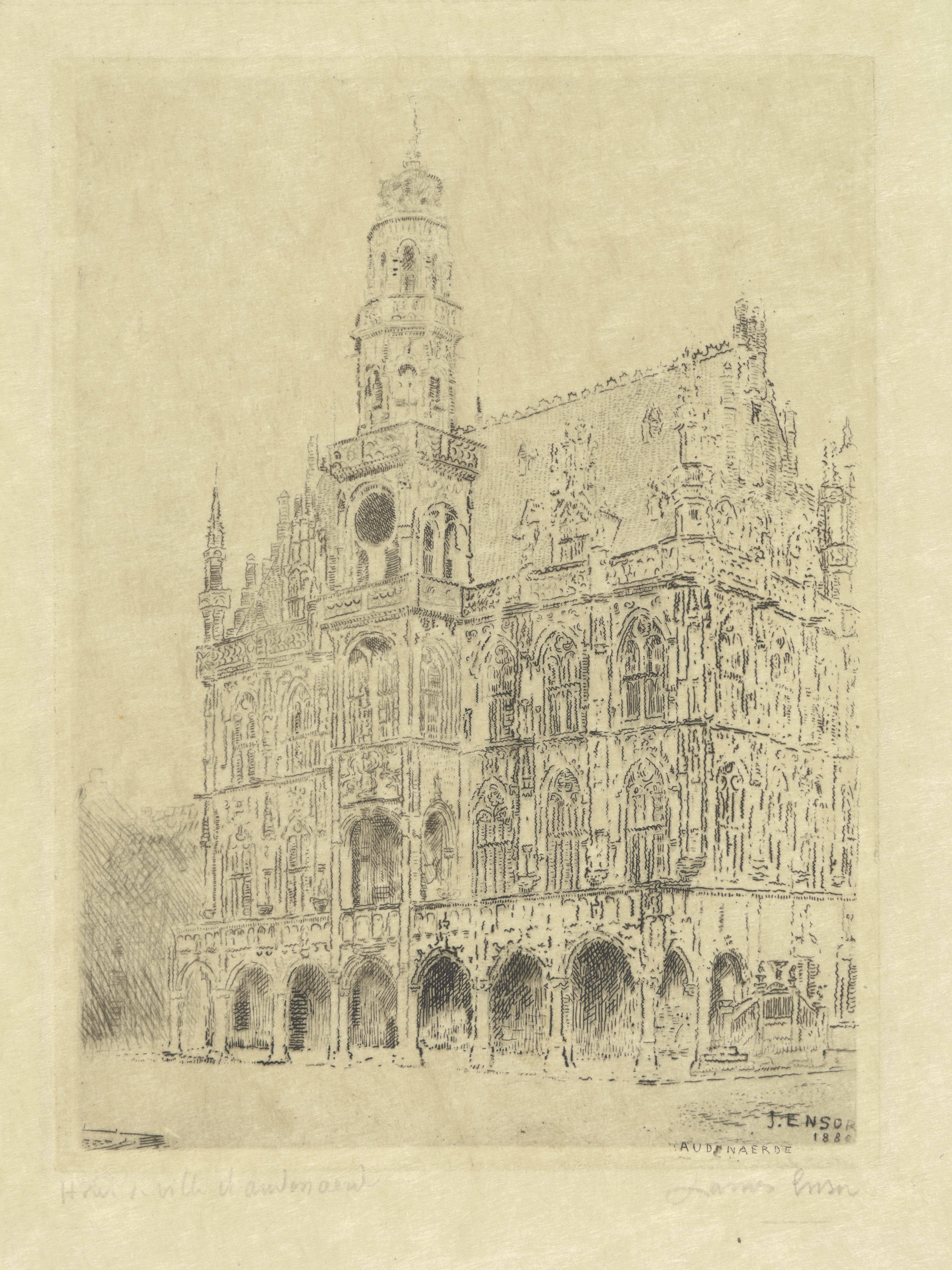
Rathaus von Oudenaarde (1888) von James Ensor

## Belfried
Auf der Spitze des Rathauses stehen die Kaiserkrone und eine Bronzestatue des lokalen Volkshelden Hanske der Krieger. Der Legende nach hielt der Stadtwächter Hanske Ausschau nach der Ankunft von Kaiser Karl V. Doch weil der Wächter einschlief, fand der Kaiser die Tore verschlossen. Er soll den Bürgern von Oudenaarde geraten haben, Ferngläser für ihre Stadtwache zu kaufen. Diese Ferngläser sind noch heute im Stadtwappen zu sehen.
Am 1. Dezember 1999 wurde der Belfried von Oudenaarde als UNESCO-Weltkulturerbe anerkannt (im Rahmen der Gruppenregistrierung der Belfriede in Belgien und Frankreich).
Bei der jüngsten Restaurierung wurden die Skulpturen auf den Türmen durch Repliken aus nordfranzösischem Stein ersetzt, der bei Luftverschmutzung haltbarer ist.

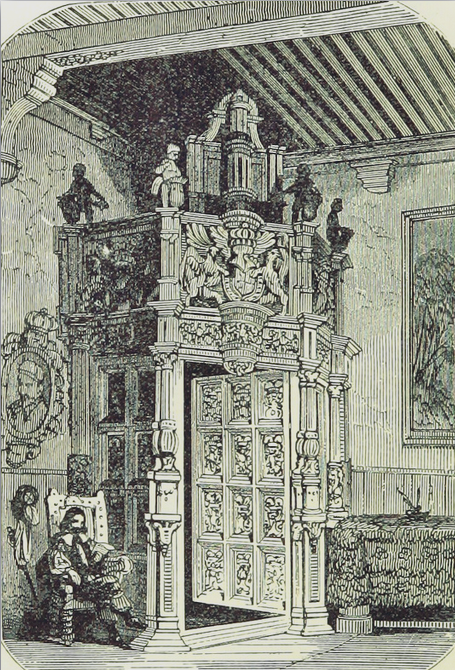
Portal von Pauwel van der Schelden in der Schöffenhalle

## Museum
Im Inneren des Gebäudes ist das MOU-Museum (Museum Oudenaarde und Flämische Ardennen) untergebracht, in dem Wandteppiche und Silberwaren ausgestellt sind.

### Wandteppiche
Oudenaarde war ein wichtiges Zentrum für die Herstellung von Tapisserien. Im Museum des Rathauses ist eine Sammlung von Wandteppichen aus Oudenaarde ausgestellt. Die gesamte Sammlung besteht derzeit aus 23 Wandteppichen. Dreizehn davon sind dauerhaft in der oberen Tuchhalle des Rathauses ausgestellt.

### Silberschmiedekunst
Oudenaarde war zwischen dem 15. und 18. Jahrhundert ein wichtiges Zentrum der Silberschmiedekunst. Im Museum des Rathauses ist eine beachtliche Sammlung von Oudenaarde-Silber von Ernest De Boever-Alligoridès ausgestellt, ergänzt durch andere Hauptwerke des europäischen Silbers.

## Säle
Die wichtigsten Räume des Rathauses sind der Volkssaal, der Schöffensaal, der Superintendentensaal und der Silbersaal sowie die Tuchhalle und das Museum. Das Hauptaugenmerk des Volkssaals liegt auf dem Kaminsims und der Decke. Die Funktion dieses Raumes war der Handel mit den Menschen. Der Saal wurde auch für andere Aktivitäten genutzt.
Im Schöffensaal hängt eine Reihe von Gemälden berühmter Besucher von Oudenaarde, wie Margarethe van Parma. Heutzutage dient dieser Saal als Hochzeitssaal.

## Tuchhalle
Neben dem Rathaus befindet sich die Tuchmacherhalle. Sie stammt aus dem 14. Jahrhundert und wurde im 17. Jahrhundert verändert. In dieser Halle konnten die Tuchmacher ihre Produkte lagern, und sie wurden dort auch kontrolliert.

## Trivia
Der belgische Pavillon auf der Weltausstellung von 1900 in Paris war eine Nachbildung des Rathauses von Oudenaarde. Die Stahlbetonkonstruktion stammt von François Hennebique, der dieser Bauweise zum Durchbruch verhalf.